# Leucania grata
Leucania grata là một loài bướm đêm trong họ Noctuidae.